# Marc Perrone
(Paolo Picchio, 2010)
Marc Perrone (Villejuif, 8 ottobre 1951) è un fisarmonicista e cantautore francese di origine italiana.
Nei primi anni '70 è stato un riscopritore della fisarmonica diatonica e divenne una delle sue specialità. 
In carriera ha firmato importanti album, collaborazioni, concerti e partiture per film muti di autori quali: Jean Vigo, Charlie Chaplin, Jean Renoir.

## Biografia
Dopo il diploma al Lycée Henri-Wallon di Aubervilliers, era entrato a far parte della troupe del Théâtre Périféerique e in seguito al Théâtre de la Commune. Dall'età di 15 anni, aveva sviluppato una passione per la chitarra ed in particolare per le canzoni di George Brassens, Jacques Brel, del  rock e del folk e del blues del Delta del Mississippi. Intanto frequenta i primi folk-club parigini, il TMS specializzato in folk americano, poi Le Bourdon, più aperto al folk francese.

## Carriera artistica
Fu alla Fête de l'Humanité del 1972 che, durante un concerto di musicisti cajun della Louisiana, si appassionò decisamente verso la fisarmonica diatonica. Nel 1973, entrando a far parte del gruppo Perlinpinpin Folc ad Agen, aveva partecipato al recupero di danze e musiche guasconi e occitane.
Nel dicembre 1979 a Recanati conosce Mario Castagnari e riesce a convincerlo a riprendere la costruzione degli organetti diatonici. Castagnari accettò e produsse degli strumenti di ottima qualità. Questo è stato un passo molto importante nella rinascita dell'organetto.
Nello stesso anno Perrone incontra i musicisti di jazz manouche Didi Duprat e Denis Tuveri.
Alla Fête de l'Humanité 1982, su consiglio di Marcel Azzola fa un concerto sulla fisarmonica in tutte le sue forme, incontrando Bernard Lubat e Michel Portal.
Nel 1983 partecipa per la prima volta al festival musicale di Uzeste e parteciperà negli anni a seguire. Conosce anche Louis Sclavis, Jacques Di Donato e Henri Texier.
Nel 1985 suona a Parigi, a Venezia durante il carnevale, con la Compagnie Lubat e Marcel Azzola e incontra André Minvielle.

## Discografia
- Marc Perrone: accordéon diatonique (1978) - éd. Polydor
- La Forcelle (1983) - edizioni Le Chant du Monde
- La Trace (1983) - edizioni Saravah
- Velverde (1988) - edizioni Le Chant du Monde
- Cinéma mémoire (1993) - edizioni Le Chant du monde
- Jacaranda (1995) - edizioni Rue Bleue
- Dis bonjour au monsieur (1994) - edizioni Faut voir
- Ciné Suite (1998) - edizioni Le Chant du Monde
- Voyages (2001) - edizioni Le Chant du Monde
- Son éphémère passion, con la partecipazione di Arthur H (2004)
- Les P’tites Chansons de Marc Perrone (2007) - edizioni Rue Bleue
- La Petite Louise: ses voyages et son accordéon (2011) - Libro/disco edizioni Actes Sud Junior
- Babel-Gomme (2017) - edizioni Buda Musique